# John Vanbrugh
John Vanbrugh (vænbrə) (Londres, 24 de enero de 1664-Westminster, 26 de marzo de 1726) fue un arquitecto y dramaturgo inglés, mayormente conocido por haber sido el diseñador del palacio de Blenheim. Escribió dos polémicas comedias de la literatura de la Restauración inglesa, The Relapse (1696) y The Provoked Wife (1697) que se siguen representando en los escenarios, a menudo rodeadas de controversia.
Vanbrugh fue en muchos aspectos un radical a lo largo de su vida. De joven, siendo un confiado whig, formó parte de la trama para derrocar al rey Jacobo II de Inglaterra y coronar a Guillermo III de Inglaterra, protegiendo así la democracia parlamentaria inglesa. Estas actividades peligrosas le llevaron hasta la prisión de la Bastilla en París como prisionero político. En su carrera de dramaturgo, ofendió a diversos sectores de la Restauración y de la sociedad del siglo XVIII, no solo por el carácter abiertamente sexual de sus obras, sino también por su mensaje en defensa de los derechos de la mujer dentro del matrimonio. Fue atacado por ambas cosas, y fue uno de los primeros objetivos del panfleto Short View of the Immorality and Profaneness of the English Stage. En su carrera arquitectónica, creó lo que se ha conocido como el barroco inglés. Su trabajo como arquitecto fue tan atrevido como su activismo político y sus obras de temas matrimoniales, y recibió numerosas críticas procedentes de los sectores más conservadores de la sociedad.

## Primeros años
Vanbrugh nació en Londres y creció en Chester, ciudad en la que su familia se había refugiado huyendo de la plaga de peste que azotó la capital en 1665. Kerry Downes duda de que las informaciones dadas por algunos historiadores anteriores sobre el origen humilde de Vanbrugh sean ciertas y da como ejemplo el dato sobre la profesión del padre del autor. Las biografías del siglo XVIII indican que el padre de Vanbrugh era un confitero (en inglés, Sugar-baker). Según Downes, este dato se ha malinterpretado. En inglés, ese término no sólo hace referencia a la persona que fabrica dulces sino que también puede referirse al dueño de una casa de azúcar, un tipo de fábrica para el refinado del azúcar en caña que existía en Barbados. El refinado del azúcar se solía combinar con el comercio del mismo, lo que lo convertía en un negocio muy lucrativo. Esto modifica la idea del origen humilde de John Vanbrugh.
No se conocen datos sobre la vida de Vanbrugh entre 1682 y 1686. No existe ninguna evidencia que pruebe que estudió arquitectura en Francia como indica el Dictionary of National Biography. Tal y como apuntó Laurence Whistler sesenta años más tarde, un hombre de su talento no tenía necesidad de trasladarse hasta Francia para estudiar. Es más, los primeros bocetos del castillo de Howard en 1700 mostraban el trazo de un principiante; si Vanbrugh hubiera estudiado en Francia, esos dibujos tendrían un aspecto más profesional.
La idea de que en su juventud tuvo una vida acomodada se refuerza por el hecho de que, en 1686, Vanbrugh se encargó de una comisión en el regimiento de un pariente lejano, el conde de Huntingdon. Puesto que conceder las comisiones correspondía al oficial en jefe del regimiento, la entrada de Vanbrugh demuestra que pertenecía a una familia bien relacionada, condición indispensable para un joven de la época que empezaba a abrirse camino.
Hay que señalar que, a pesar de los parientes nobles y de su posible relación con el comercio del azúcar, Vanbrugh jamás poseyó un capital que le permitiera embarcarse en proyectos como el del Teatro Haymarket y que siempre dependió de préstamos y créditos. El hecho de que Giles Vanbrugh, su padre, tuviera doce hijos que mantener explica, en parte, las numerosas deudas a las que John se enfrentó durante toda su vida.

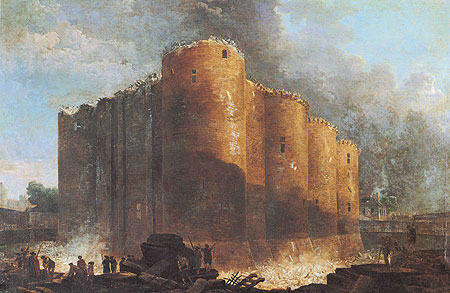
La prisión de la Bastilla en la que Vanbrugh permaneció encarcelado durante más de cuatro años

## Activismo político
A partir de 1686, Vanbrugh colaboró de forma clandestina en la trama que organizó la invasión armada de Guillermo de Orange, el derrocamiento de Jaime II y la Revolución Gloriosa de 1689. Demostró así su intensa identificación con la idea whig de una democracia parlamentaria, idea que perduró durante toda su vida.
Al regresar de entregar unos mensajes de Guillermo en La Haya, Vanbrugh fue arrestado en Calais en septiembre de 1688, dos meses antes de que Guillermo invadiera Inglaterra. Permaneció encarcelado en Francia durante cuatro años y medio antes de que fuera liberado durante un intercambio de prisioneros políticos. Una parte de su encierro lo pasó en la prisión de La Bastilla. Su vida quedó marcada de forma profunda por esta experiencia carcelaria que le llevó a pasar la mitad de su vida adulta entre rejas (Vanbrugh estuvo en prisión de los 24 a los 29 años). Aunque la vida en cautividad le provocó un hastío profundo hacia el sistema político francés, también le proporcionó un interés especial por los dramaturgos y arquitectos galos.
Tras ser liberado pasó tres meses en París ya que tenía libertad de movimiento pero no podía abandonar el país. Aprovechó este periodo para visitar elementos arquitectónicos "sin paralelismo en Inglaterra, por sus dimensiones, ostentación, riqueza, gusto y sofisticación" (Downes 75). Se le permitió regresar a Inglaterra en 1693 y participó en una batalla naval contra los franceses en la Bahía de Camaret (1694). En algún momento de mediados de los años 1690, decidió cambiar su vida en el ejército por los escenarios londinenses.

## Vida pública

### Londres
La carrera de Vanbrugh en Londres fue variada y diversa: escribió obras de teatro, realizó diseños arquitectónicos y trató de combinar ambos intereses.

### El Club Kit-Cat
Vanbrugh era miembro del Club Kit-Cat, tal vez su miembro más popular y querido, muy en la línea con su personalidad encantadora y su talento para conseguir amigos. El Kit-Cat era un punto de encuentro cultural y político de los whigs más destacados del siglo XVIII, incluyendo a numerosos artistas y escritores, como William Congreve, así como políticos, como el duque de Marlborough.
Políticamente, el Club promovía los objetivos de los whig de conseguir un Parlamento fuerte, una monarquía limitada, una clara oposición hacia Francia y la necesidad de asegurar una sucesión protestante al trono. Downes sugiere en su estudio que los orígenes del club se remontan más allá de la Revolución Gloriosa y que su importancia política fue aún mayor antes de que se abriera al público en 1700 y mucho más tranquila durante la época de los whig. Horace Walpole afirmaba que la mayoría de los miembros de mediana edad del club, que se definían a sí mismos como «un grupo de talentos», eran en realidad «los patriotas que salvaron a Gran Bretaña»; en otras palabras, la fuerza activa que se escondió detrás de la Revolución Gloriosa. Los grupos secretos no suelen estar muy documentados por lo que estos datos no pueden confirmarse. Pero el propio Vanbrugh formó parte de la intriga que preparó la invasión de Guillermo II. Si las raíces del club se remontan hasta entonces, se puede especular que la llegada de Vanbrugh al Kit-Cat no fue simplemente porque quería formar parte de ese "grupo de talentos" sino que iba a reunirse de nuevo con sus antiguos amigos conspiradores. A un héroe de la causa, que además había pasado un tiempo en una prisión francesa, no se le podía negar una cálida bienvenida.

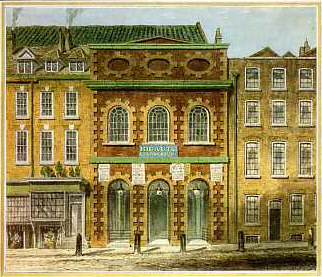
El Queen's Theatre en Haymarket

### El teatro Haymarket
En 1703, Vanbrugh empezó a comprar tierras y a buscar promotores para la construcción de un nuevo teatro en la calle londinense de The Haymarket: The Queen's Theatre. El teatro iba a ser diseñado por él mismo para la cooperativa de actores liderada por Thomas Betterton. El arquitecto, al igual que su socio William Congreve, esperaban que esta empresa ayudara a legitimar el teatro en Londres, que había quedado desplazado por otros tipos de entretenimiento como la ópera, los juegos malabares, la pantomima, actuaciones de animales, grupos de danza y los recitales de cantantes italianos. También esperaban obtener un buen beneficio, y Vanbrugh, en un acto de optimismo, compró la compañía teatral, convirtiéndose en su único dueño. Esto le llevó a tener que empezar a pagar los salarios de los actores y a dirigir el teatro, tarea compleja para alguien sin experiencia empresarial.
Sobrepasado por las circunstancias, la gerencia de Vanbrugh mostró «numerosas muestras de confusión, ineficacia, pérdida de oportunidades y malas decisiones» (Milhous). El arquitecto terminó malvendiendo el negocio en 1708 sin ni siquiera conseguir que se la pagara el precio de salida. Invirtió un montón de dinero en esa empresa, dinero propio y prestado, que no llegó a recuperar jamás. Mientras fue el propietario, pagó siempre a tiempo los salarios de los actores al igual que siempre pagó a los obreros que contrataba; este tipo de práctica no era la habitual en la Inglaterra de principios del siglo XVIII. Vanbrugh tampoco persiguió a los que le debían dinero y durante toda su vida sus finanzas fueron más bien precarias.

### Matrimonio y muerte
En 1719, John Vanbrugh contrajo matrimonio con Henrietta Maria Yarborough; ella tenía 26 años y él 55. A pesar de la diferencia de edad, fue un matrimonio feliz que tuvo dos hijos. Al contrario de la vida de los protagonistas de sus obras, la de Vanbrugh fue una vida exenta de escándalos. Falleció de asma en 1726 en una modesta vivienda diseñada por él mismo en 1703, en las afueras de las ruinas del palacio de Whitehall.

## Obras

### Teatro
Vanbrugh llegó a Londres en una época en la que la única compañía teatral de la ciudad estaba sumida en una serie de escándalos internos, como el conflicto que enfrentaba a los actores con su director y que terminó con la ruptura de la compañía.
Durante una representación teatral de la obra Love's Last Shift de Colley Cibber, Vanbrugh consideró que la obra necesitaba una continuación y se animó a escribirla.

#### The Relapse
Love’s Last Shift 

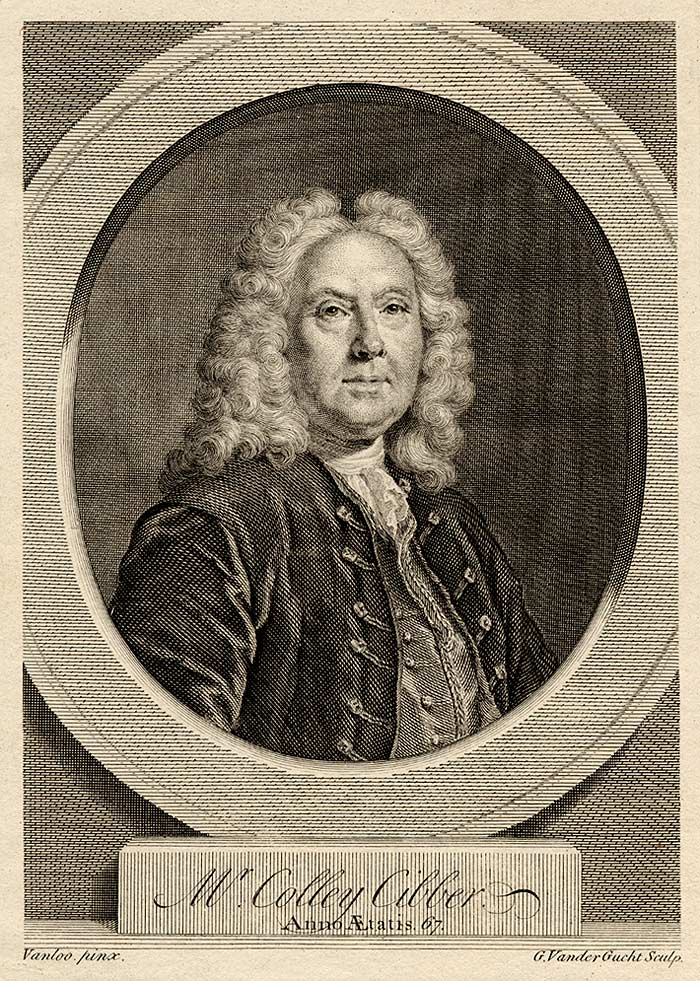
El actor y autor Colley Cibber

La obra de Cibber Love’s Last Shift se escribió y representó en plena tormenta teatral. La única compañía de teatro de la capital, la United Company, se había dividido en dos en 1695 cuando los actores más veteranos decidieron crear su propia compañía, la Betterton's Company. La siguiente temporada fue de competencia continua entre ambas sociedades.
Cibber, un joven y discreto actor empleado en la United Company, eligió este momento para iniciar su carrera como dramaturgo, gracias a la demanda existente de nuevas obras que representar. Escribió una comedia que incluía un papel pensado especialmente para que lo interpretara el propio Cibber. La obra fue un éxito así como la interpretación que hizo el autor del personaje de Sir Novelty Fashion. Love’s Last Shift muestra como un díscolo marido pone a prueba a su paciente esposa. La virtud de la mujer queda recompensada con un espectacular final en el que el marido le pide perdón de rodillas. Fue un éxito de taquilla. Love's Last Shift no se ha vuelto a representar desde el siglo XVIII y su lectura ha quedado limitada a la de algunos estudiosos.
Su secuela:The Relapse 
En The Relapse (La Recaída), ingeniosa secuela que Vanbrugh ofreció a la United Company seis semanas después del estreno de la obra de Cibber, se cuestionaba si era justo el papel de la mujer en el matrimonio de la época. La obra de Vanbrugh mostraba nuevas tentaciones sexuales que no sólo afectaban al marido sino también a la paciente esposa, y permitía a los personajes actuar de un modo más creíble y menos predecible que en el contexto original, llevando a los caracteres sin personalidad de Love's Last Shift hasta una dimensión que algunos críticos consideran psicológica.
La obra estuvo a punto de no estrenarse. La United Company había perdido a todos sus actores veteranos y tenía graves dificultades para encontrar actores con las cualidades necesarias para representar The Relapse. Para completar el reparto, se recurrió a algunos de los actores que habían abandonado la compañía. Se les halagó y compensó económicamente para que asistieran a los ensayos que duraron cerca de diez meses.
La compañía estuvo a punto de entrar en bancarrota. Pero el estreno de la obra fue un rotundo éxito que consiguió salvar la United Company; Colley Cibber interpretó de nuevo el papel principal de esta secuela de su obra, repitiendo también el éxito obtenido con su interpretación en Love's Last Shift.

#### The Provoked Wife

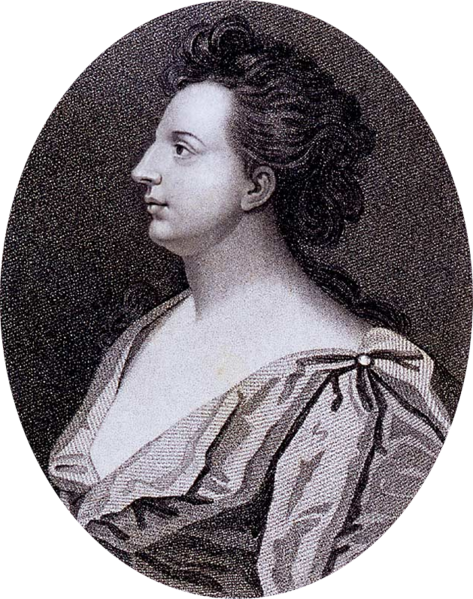
La actriz Elizabeth Barry

La segunda comedia de Vanbrugh, The Provoked Wife (La esposa provocada) llegó poco después y fue interpretada esta vez por los miembros de la Betterton's Company, la cooperativa de actores “rebeldes”. Esta obra es muy distinta del gran absurdo de The Relapse, sobre todo en cuanto al tono; además, el autor la adaptó a las cualidades de los actores que deberían interpretarla. Vanbrugh disponía de buenas razones para ofrecer esta vez su obra a la Betterton's Company, que acababan de debutar con gran éxito con la obra Love For Love de William Congreve. La cooperativa de actores disponía de las mejores estrellas del momento y Vanbrugh diseñó la obra pensando especialmente en sus talentos. Mientras que The Relapse podía ser interpretada tanto por actores noveles como por veteranos, esta vez podía contar con actores de la talla de Thomas Betterton, Elizabeth Barry y la joven estrella Anne Bracegirdle para que hicieran justicia a sus personajes, dotándoles de personalidad y carácter.
The Provoked Wife es una comedia, pero Elizabeth Barry, quien interpretó a la esposa, era especialmente famosa por sus papeles dramáticos y por su poder para “levantar pasiones”, llevando a la audiencia hasta la tristeza y las lágrimas. Barry y la joven Bracegirdle habían trabajado juntas otras veces, actuando como un dúo de heroínas trágico/cómicas que conseguía llevar a la audiencia hasta esa experiencia dual que tenían las obras de la Restauración. Vanbrugh se aprovechó de este esquema establecido para conseguir que el público tomara simpatía por la desdichada esposa Lady Brute, incluso cuando pronunciaba sus ingeniosas respuestas. Tanto en el diálogo íntimo que se establece entre Lady Brute y su sobrina Bellinda (interpretada por Bracegirdle) como en la parte inicial en la que interviene el esposo, The Provoked Wife es algo distinta en su forma a lo que solían ser las obras de la Restauración. La base del argumento, una esposa atrapada en un matrimonio abusivo que debe decidir entre dejarlo o buscarse un amante, rompe con algunos de los esquemas de la sociedad de la época.

#### Cambios en el público
En 1698, las obras de Vanbrugh atrajeron la atención de Jeremy Collier en su panfleto Short View of the Immorality and Profánense of the English Stage, especialmente por considerar que no eran un ejemplo de moralidad al no aplicarse el castigo y la recompensa adecuadas. Vanbrugh se burló de estas acusaciones y publicó una réplica jocosa en la que acusaba al reverendo Collier de ser más sensible a las representaciones teatrales que a la propia religión. Sin embargo, el público estaba cada vez más de parte de Collier. El carácter intelectual y la sexualidad explícita propia de la comedia de la Restauración estaba perdiendo aceptación entre el público que se decantaba cada vez más por dramas con sentencias morales.
Aunque Vanbrugh siguió trabajando para los escenarios de diversas maneras, ya no escribió ninguna obra más. Con el cambio de los gustos del público, se dedicó a concentrar sus energías hacia la arquitectura.

### Arquitectura

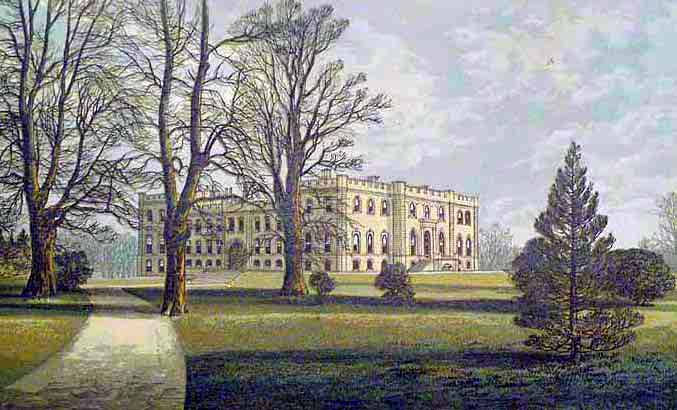
Castillo de Kimbolton

Aunque se cree que Vanbrugh no tuvo formación como arquitecto, suplió su inexperiencia gracias a su infalible visión para la perspectiva y a su trabajo junto a Nicholas Hawksmoor. Hawksmoor, antiguo empleado de Christopher Wren, colaboró con Vanbrugh en numerosos proyectos, incluyendo los castillos de Howard y de Blenheim. Durante sus casi treinta años practicando la arquitectura, Vanbrugh diseñó y trabajó en numerosos edificios. En algunas ocasiones, su trabajo consistió en remodelar o reconstruir las edificaciones, como en el caso del Castillo de Kimbolton en el que tuvo que seguir las órdenes dadas por el patrón. Por eso, algunas de estas casas no muestran las ideas y los conceptos arquitectónicos originales de Vanbrugh.
El estilo elegido por el arquitecto fue el barroco que se había extendido por Europa durante el siglo XVII gracias a las obras de artistas como Bernini o Le Vau. La primera casa de estilo barroco construida en Inglaterra fue la Chatswoth House diseñada por William Talman tres años antes de que se construyera el Castillo de Howard. En la carrera por conseguir el encargo de Howard, Vanbrugh consiguió de forma asombrosa desplazar a un profesional como Talman y persuadió al señor de Carlisle para que le diera esa gran oportunidad de trabajo. Vanbrugh inició la metamorfosis del barroco europeo de forma sutil, llegando a crear un estilo propio conocido como el barroco inglés. Tres de los proyectos de Vanbrugh que fueron determinantes en este cambio son:
1. El castillo de Howard, encargo de 1699
2. El palacio de Blenheim, encargo de 1704
3. Seaton Delaval Hall, de 1718

#### Castillo de Howard

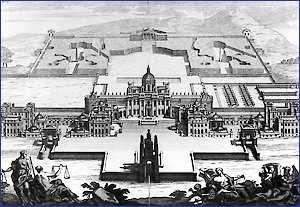
Planos del castillo de Howard

Charles Howard, tercer señor de Carlisle, miembro del club Kit-Cat, encargó a Vanbrugh en 1699 que diseñara su mansión, clasificada a menudo como el primer edificio barroco en Inglaterra. El estilo barroco del Castillo de Howard es el más europeo de los que utilizó Vanbrugh.
Con sus inmensos pasillos con columnatas segmentadas que unen la entrada principal con las alas laterales y una torre con cúpula en el centro, su estilo es muy parecido al clásico barroco europeo. Combina aspectos de diseño que solo aparecen de un modo ocasional en la arquitectura inglesa. Una fuente de inspiración posible para el diseño del castillo pudo ser el Palacio de Vaux-le-Vicomte de Francia.
Los interiores del edificio son extremadamente dramáticos. La sala principal se alza hasta los 24 metros de altura de la cúpula. Abundan las columnas corintias así como la escayola. Las galerías se unen mediante arcos elevados que dan la impresión de una gran sala de ópera.
El castillo fue un éxito. Este edificio, sin ningún parecido con otro en Inglaterra, con sus fachadas y tejados decorados con pilastras, estatuas y ornamentos tallados, puso en evidencia que el estilo barroco iba a triunfar. Mientras que la mayor parte del castillo de Howard estuvo terminada en 1709, los retoques finales siguieron durante casi toda la vida de Vanbrugh. El ala oeste no quedó completada hasta después de la muerte del arquitecto.
El éxito en este trabajo llevó a Vanbrugh a conseguir el encargo más famoso de su carrera: ser el arquitecto del Palacio de Blenheim.

#### Palacio de Blenheim

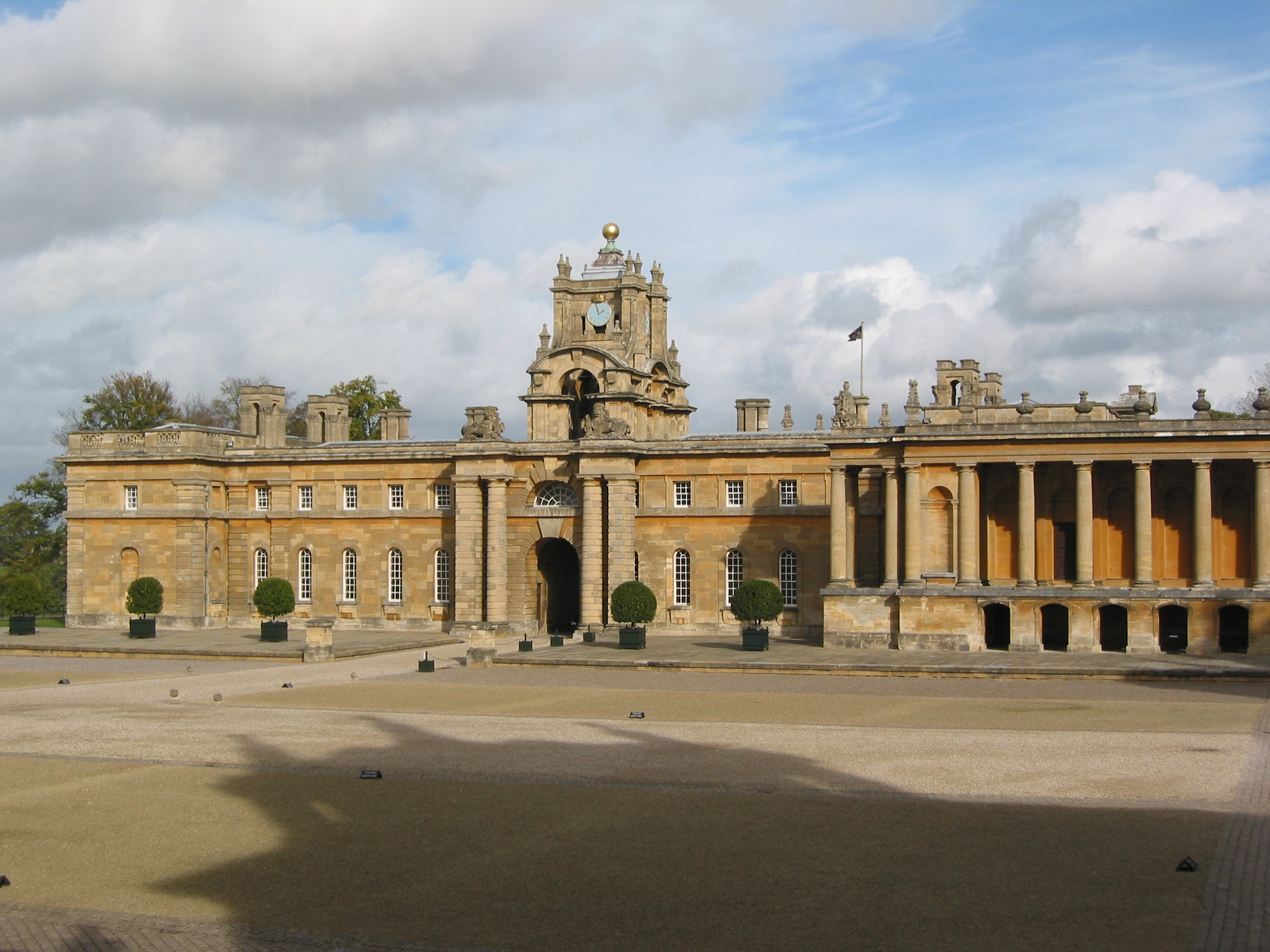
Patio central del palacio de Blenheim

Las tropas del Duque de Marlborough derrotaron al rey Luis XIV de Francia en la Batalla de Blenheim de 1704. El premio para el duque, como pago de una nación agradecida, fue una espléndida mansión en el campo. El propio duque escogió a Vanbrugh, su compañero en el club Kit-Cat, para que fuera el arquitecto de su residencia. Las obras se iniciaron en 1705.
El palacio de Blenheim fue concebido no sólo como una gran mansión sino también como un monumento nacional. El estilo barroco ligero que se había utilizado en el Castillo de Howard no resultaba adecuado para lo que en realidad iba a convertirse en un memorial de guerra. La casa tenía que mostrar tanto la fuerza como la gloria militar. En realidad, es más un castillo o una ciudadela que un palacio. Las cualidades del edificio quedan perfectamente reflejadas por la inmensa puerta este, colocada en el muro del bloque de servicio, que recuerda la entrada impenetrable a una ciudad amurallada. La puerta sirve también como torre de aguas, confundiendo así a los críticos que acusaban a Vanbrugh de ser un arquitecto poco práctico.

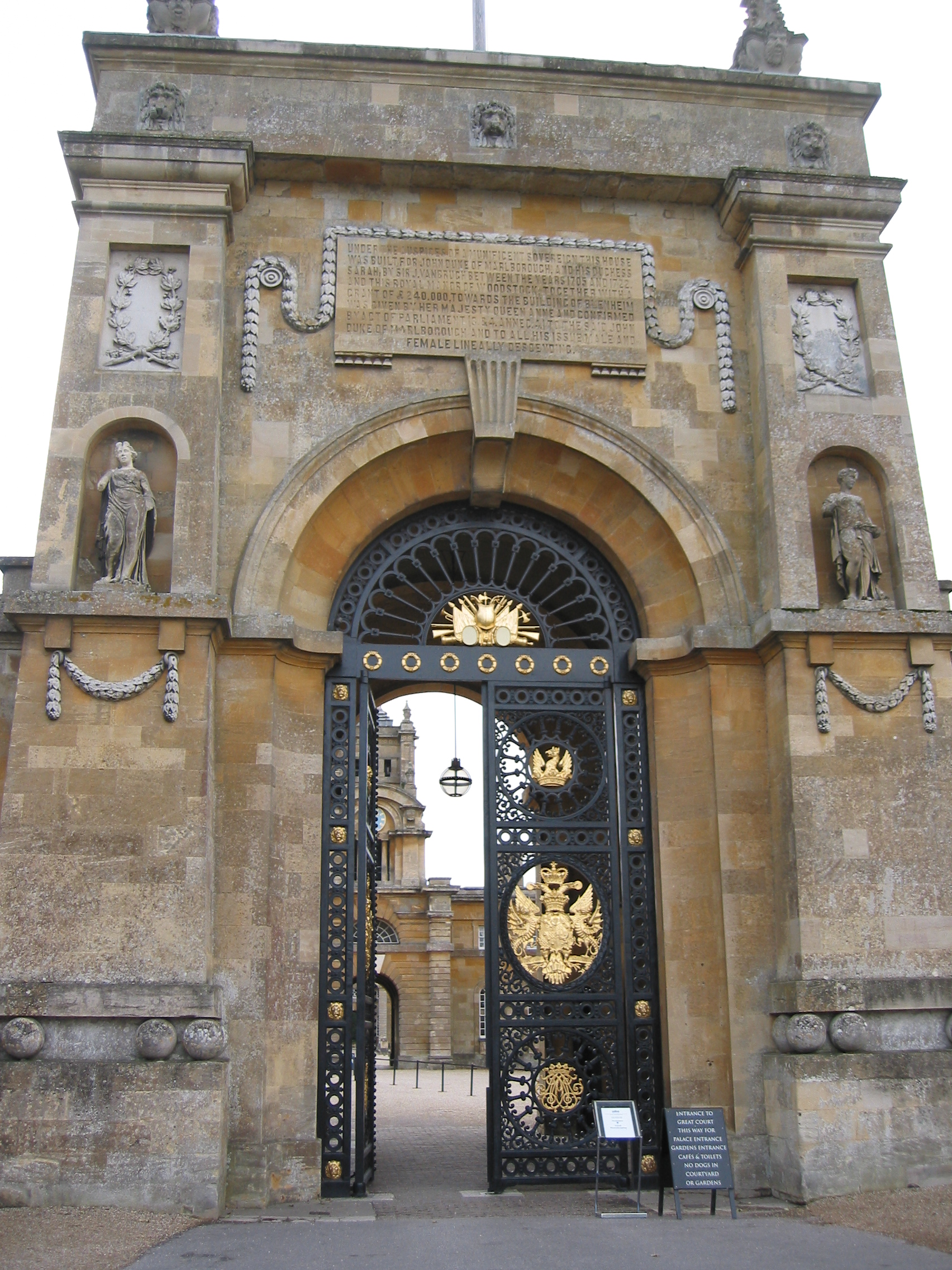
Puerta Este del palacio que recuerda a la de una ciudad amurallada

Blenheim, la mayor vivienda inglesa no perteneciente a la Casa Real, está compuesto por tres bloques: un bloque central que alberga las habitaciones destinadas a vivienda y dos alas laterales construidas alrededor de un patio central. Una de las alas está destinada a establos mientras que en la otra se sitúan las cocinas, lavanderías y almacenes. Si el Castillo de Howard fue el primer edificio barroco construido en Inglaterra, Blenheim es el más perfecto. Se trata de una construcción mucho más sólida, llena de ventanas altas y monumentales estatuas en los tejados que sirven para dar ligereza a la inmensa mole de piedra amarillenta.
Las habitaciones situadas en el piso noble se diseñaron para mostrarse magníficas y poderosas, no para ser cálidas y confortables. Al igual que la comodidad no fue la intención al construir Versalles, el palacio del enemigo de Marlborough, tampoco se tuvo en cuenta este aspecto al construir la residencia del duque inglés.
El confort personal se sacrificó en favor de la perspectiva, algo que era habitual en el siglo XVIII. Las ventanas estaban pensadas para decorar las fachadas así como para permitir la entrada de luz en el interior. Blenheim fue diseñado como una obra teatral, desde los 20 metros de alto de la gran sala que llevan al salón de los frescos, diseñados ambos alrededor de una columna de la victoria de 41 metros de alto, hasta los árboles plantados siguiendo la formación mantenida en la batalla por los soldados de Marlborough. Sobre el pórtico sur, una inmensa construcción de muelles y columnas, se situaba un busto de Luis XIV, forzado a mirar el esplendor del premio por la victoria de su conquistador. Se desconoce si la colocación de este busto corresponde a una decoración diseñada por Vanbrugh o a una broma irónica de Marlborough. Sea como sea, su composición arquitectónica es un ejemplo único de la ornamentación barroca.
En Blenheim, Vanbrugh desarrolló el barroco, pasando de ser meramente ornamental a transformarse en una forma mucho más sólida, donde la piedra maciza se convierte en estética. Las grandes puertas con arcadas y el pórtico sólido son decorativos por sí mismos, y se tuvo más en cuenta el conjunto del edificio que la independencia de cada una de las fachadas.

#### Seaton Delaval Hall

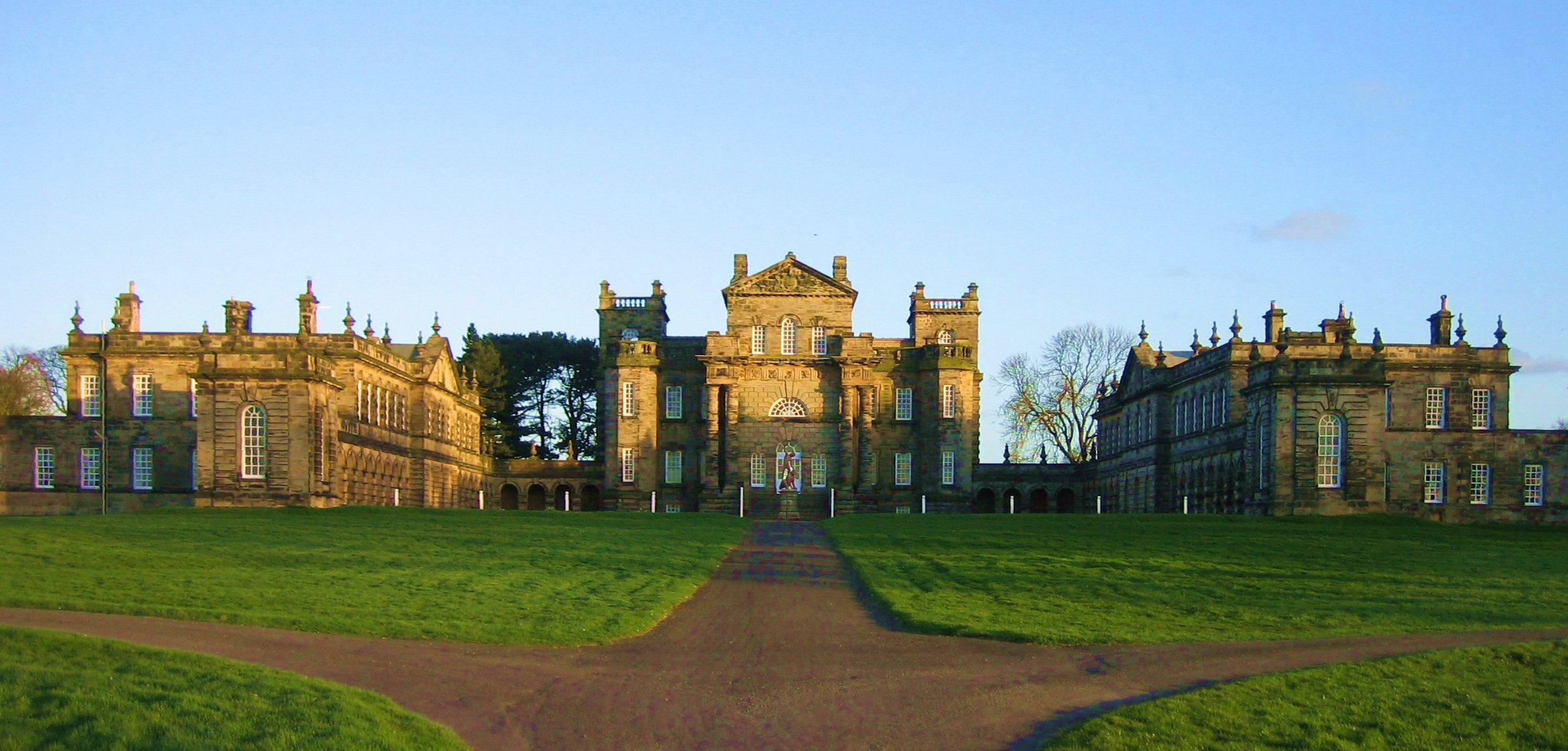
Vista general de Seaton Delaval Hall

Seaton Delaval Hall fue el último trabajo de Vanbrugh. Esta casa de campo está considerada su obra cumbre arquitectónica. A pesar de que a simple vista la casa no ofrece aspectos destacados, en la época de su construcción, Vanbrugh era ya un maestro del barroco y en esta obra llegó al máximo de la sofisticación. Los ornamentos vulgares fueron disfrazados: las aberturas o las columnas no cumplían solo una función de apoyo sino que se utilizaban para jugar con las luces y las sombras. La silueta del edificio tenía la misma importancia, si no más, que el diseño de las habitaciones. En muchos aspectos de la casa, la delicadeza fue la clave.
Fue construida entre 1718 y 1728 para el almirante George Delaval y reemplazó al antiguo edificio que existía en ese lugar. Es posible que el diseño de Seaton Delaval estuviera influenciado por la Villa Foscari de Andrea Palladio, construida cerca de 1555. Ambas construcciones tienen fachadas rústicas y unas ventanas muy similares en forma semilunar, así como una puerta de entrada sin pórtico.
El concepto de diseño fue similar al del Castillo de Howard y al de Blenheim: un bloque central situado entre dos arcadas más dos alas frontales. Sin embargo, Seaton Delaval tenía que ser concebido a una escala menor. El bloque central contenía, al igual que en Blenheim y en Howard, las habitaciones principales. Unas torres coronadas con balaustradas y pináculos dan a la casa un cierto aire de castillo.

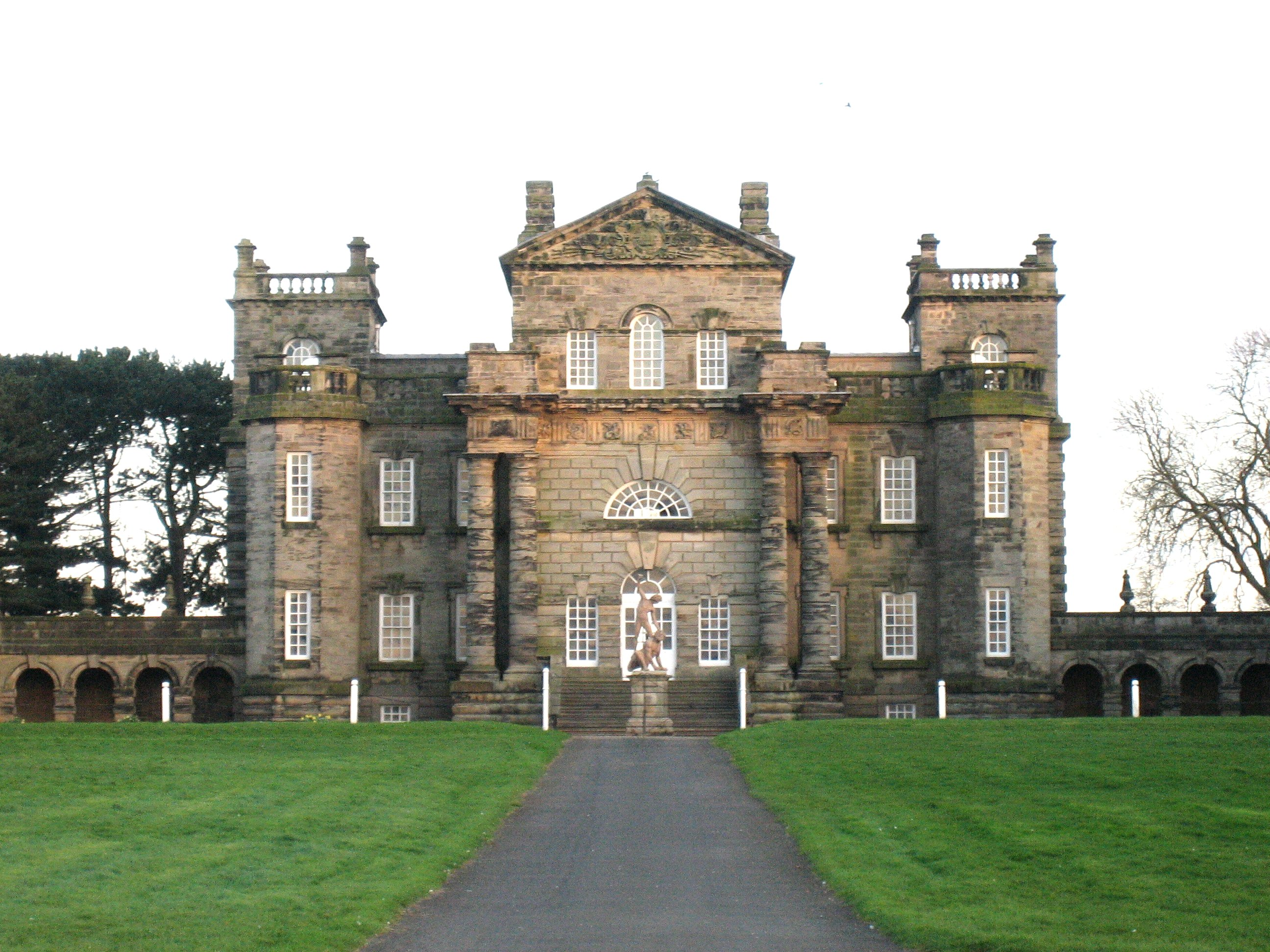
Bloque principal del edificio

Seaton Delaval es una de las pocas casas que Vanbrugh diseñó sin la ayuda de Nicholas Hawksmoor. La sobriedad en sus trabajos conjuntos se ha atribuido muchas veces a Hawksmoor y, de hecho, Seaton Delaval es una casa algo sombría. Mientras que el Castillo de Howard podría haberse construido en Dresde o en Wurzburgo, Seaton Delaval pertenece a los paisajes de Northumberland. La fachada entera se realizó en piedra rústica, incluyendo la fachada principal, con dos pares de columnas que soportan únicamente una cornisa de piedra. Las dos columnas son severas y útiles, a la par que decorativas, ya que no poseen ninguna función estructural. Esta es una de las características del estilo barroco de Vanbrugh: el ornamento aparece como una muestra de la fuerza y del volumen.
La fachada del jardín, austera pero perfectamente proporcionada, tiene en el centro un balcón con cuatro columnas. Aquí, las columnas levemente estriadas parecen un elemento excesivo. Al igual que en Blenheim, el bloque central está dominado por la parte superior de la gran sala, que añade dramatismo a la silueta del edificio. Sin embargo, no hay estatuas que decoren el tejado al contrario de lo que ocurre en otras construcciones de Vanbrugh. La decoración corresponde a una balaustrada y a las chimeneas, disfrazadas como remates de la propia balaustrada en las torres más bajas. La masa de piedra, las columnas de las alas laterales, el pesado trabajo en piedra y las intrincadas hendiduras consiguen crear un efecto de luz y sombra que supone un elemento decorativo más.

### Reputación como arquitecto
El rápido triunfo de Vanbrugh como arquitecto se puede atribuir a sus influyentes amistades. Al menos cinco de sus principales encargos llegaron de manos de algunos de sus compañeros en el club Kit-Cat. En 1702, gracias a la recomendación de Charles Howard, Vanbrugh fue designado Comptroller of the King's Works (controlador de las obras del rey). En 1703 fue elegido comisario del Hospital de Greenwich que se encontraba en construcción, sucediendo a Christopher Wren como arquitecto supervisor de la obra. Los pequeños pero sustanciales cambios realizados por Vanbrugh a la obra final están considerados como una delicada interpretación de la idea original de Wren. Aunque se había concebido como enfermería y hostal para marineros retirados, el hospital terminó convirtiéndose en un monumento nacional. Se dice que el trabajo de Vanbrugh en esta construcción impresionó de forma notable a la reina Ana y a su gobierno y que este factor fue determinante en su éxito posterior.
La reputación de Vanbrugh sin embargo siguió siendo atacada, acusándole de extravagante, poco práctico y de imponer sus propios deseos a los de sus clientes. Irónicamente, todas estas acusaciones fueron provocadas al ser elegido como arquitecto de Blenheim. La propia duquesa de Marlborough quería que fuera Wren el arquitecto de la mansión. Pero una autorización concedida por el conde de Godolphin, el tesorero del Parlamento, designó a Vanbrugh como arquitecto. Pero en la autorización no aparecía el nombre de la reina o de la corona, por lo que el estado se pudo desentender del proyecto al aumentar los costes y los conflictos políticos.

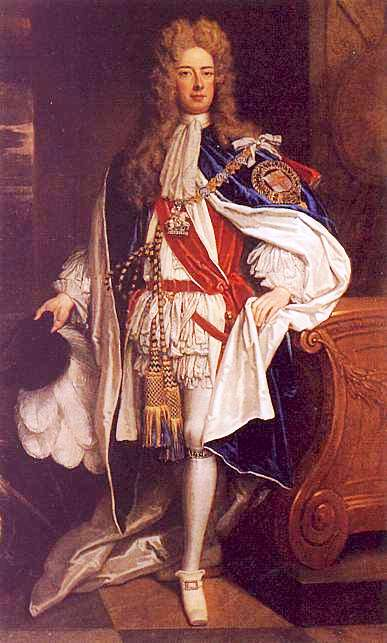
El duque de Marlborough

Aunque el Parlamento había designado una serie de fondos para construir Blenheim, no se fijó una suma exacta ni se hizo ninguna previsión de la posible inflación. Casi desde el principio, la llegada de fondos fue intermitente. La Reina Ana pagó algunos de ellos pero con reticencia, ya que a menudo se enfrentaba con la que había sido su gran amiga, la duquesa de Marlborough. Tras una discusión entre ambas damas en 1712, la aportación monetaria por parte del Estado cesó por completo. Se habían gastado 220.000 libras y se debían cerca de 45.000 a los obreros. Los duques de Marlborough partieron al exilio del que no regresaron hasta después de la muerte de la reina en 1714.
A su regreso, los Marlborough se integraron de nuevo en la corte de Jorge I. El duque había decidido terminar el proyecto del palacio pagándolo de su propio bolsillo; en 1716 se reanudaron los trabajos con un presupuesto limitado a los fondos del duque. Vanbrugh estaba desanimado por el recibimiento que los whig estaban dando al edificio, pero lo peor estaba por llegar; en 1717 el duque quedó incapacitado tras sufrir diversos infartos y el control pasó a manos de la tacaña duquesa. Lady Marlborough criticó a Vanbrugh por la extravagancia del palacio y por su diseño general: mientras que tanto su marido como el gobierno le había dado el visto bueno, a la duquesa le desagradaba. Para ser justos se debe señalar que el duque había pagado de su bolsillo unas 60 000 libras que, sumadas a las entregadas por el Parlamento, servían para construir una casa monumental.
Tras diversas reuniones con la duquesa, Vanbrugh abandonó la obra, alegando que los obreros, carpinteros y artesanos que se habían contratado tenían menos habilidades que los que él había empleado al inicio de la obra. Los principales artesanos rechazaron seguir trabajando con los bajos sueldos que pagaban los Marlborough. Los artesanos contratados por la duquesa completaron el trabajo imitando a la perfección a los grandes maestros, por lo que tal vez existió una cierta intransigencia por ambas partes durante esta famosa discusión.
Vanbrugh quedó muy afectado por estos sucesos. Los rumores que circularon afectaron su reputación y el palacio que había consolidado con tanta insistencia le fue vedado. En 1719, mientras la duquesa se encontraba fuera de su casa, Vanbrugh consiguió ver el palacio de forma secreta; pero cuando intentó realizar una visita junto a su esposa en 1725, entrando como una persona más del público, le fue prohibida la entrada, incluso a los jardines. El palacio fue terminado por el ayudante de Vanbrugh, Nicholas Hawksmoor.
Las críticas que recibió el trabajo de Vanbrugh en el palacio de Blenheim se deben a personas que, como la duquesa, no consiguieron entender la verdadera razón de su construcción: celebrar una victoria militar.

## Legado
Vanbrugh es recordado por su amplia contribución a la cultura británica, el teatro y la arquitectura. Poco después de su súbita muerte se encontró lo que sería su primer y dramático legado: una comedia en tres actos incompleta titulada A Journey to London. Vanbrugh le había explicado a su amigo Collin Cibber que con esta obra pretendía cuestionar los roles del matrimonio tradicional de un modo más radical de lo que lo había hecho durante su juventud y que la obra terminaría con una ruptura matrimonial. El manuscrito inacabado describe a una familia de campo que viaja hasta Londres que cae presa de las tentaciones; mientras, en Londres, una esposa conduce a su paciente esposo hasta la desesperación por sus juegos y sus adulterios con estafadores y oficiales.

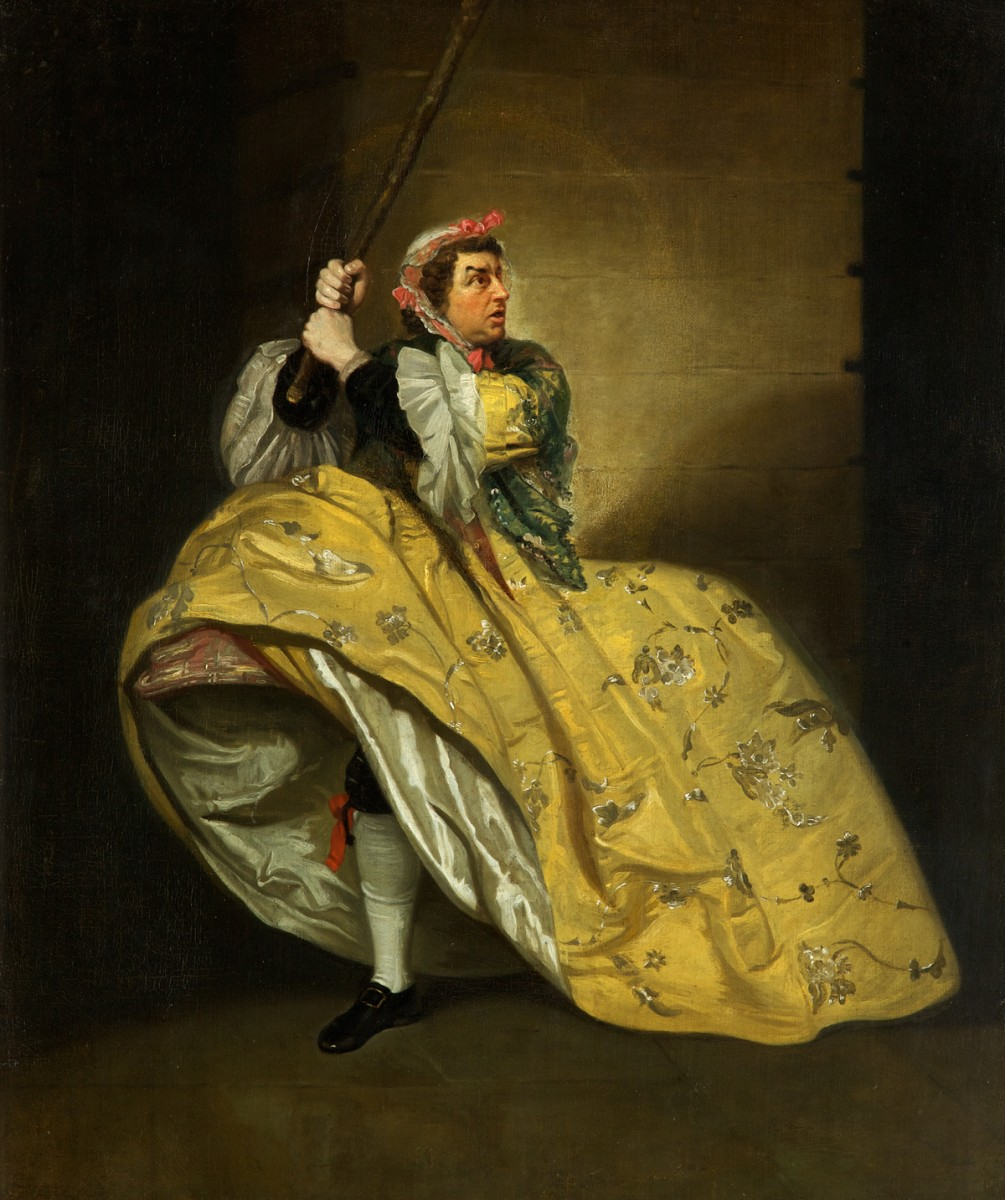
David Garret en su famoso papel de sir John Brute en la obra The Provoked Wife

Al igual que ocurrió con The Relapse, Collin Cibber se involucró de nuevo en la obra. Esta vez fue él quien la terminó. Cibber, que ya era un poeta laureado y un actor de éxito, completó el manuscrito de Vanbrugh bajo el título de The Provoked Husband (1728), dándole un final feliz en el que la esposa provocativa se arrepiente y el matrimonio se reconcilia: una elegía del matrimonio, opuesta por completo a las intenciones originales de Vanbrugh. Cibber consideró que este final era demasiado severo para una comedia, severidad que no se vio en los escenarios ingleses hasta la llegada de las obras de Ibsen.
En la escena del siglo XVIII las obras de Vanbrugh únicamente se podían representar en su versión expurgatoria, pero seguían siendo muy populares. Durante toda la exitosa carrera de Colley Cibber, los espectadores siguieron solicitándole que interpretara el personaje de Lord Foppington de The Relapse, mientras que el personaje de sir John Brute de The Provoked Wife se convirtió en uno de los papeles más famosos de David Garrick.
Con el fin de las obras del castillo de Howard, el barroco inglés se puso de moda de la noche a la mañana. Había unido los casos aislados y variados del diseño monumental con arquitectos como Christopher Wren. Vanbrugh concibió la masa, el volumen y la perspectiva de una forma que nadie había hecho hasta entonces.
Poseyó algunas habilidades inusuales para un arquitecto. Su reputación sufrió debido a sus desavenencias con la duquesa de Marlborough aunque se tiene que recordar que el cliente original era la nación británica, no la duquesa, y la nación buscaba un monumento para celebrar una victoria; y eso fue lo que Vanbrugh les entregó.
No es posible calcular la influencia que ejerció en los arquitectos que le siguieron. Nicholas Hawksmoor, amigo y colaborador de Vanbrugh en numerosos proyectos, siguió construyendo iglesias en Londres, diez años después de la muerte de Vanbrugh. Otro de los pupilos de Vanbrugh, Edward Lovett Pearce, se convirtió en uno de los mejores arquitectos de Irlanda. El nombre de Vanbrugh se recuerda por toda Gran Bretaña, dando nombre a tabernas, calles, universidades y escuelas.

### En inglés
- Cibber, Colley (first published 1740, Everyman's Library ed. 1976). An Apology for the Life of Colley Cibber. London: J. M. Dent & Sons.
- Cordner, Michael. "Playwright versus priest: profanity and the wit of Restoration comedy". In Deborah Payne Fisk (ed.) (2000), The Cambridge Companion to English Restoration Theatre, Cambridge: Cambridge University Press.
- Cropplestone, Trewin (1963). World Architecture. Hamlyn.
- Dal Lago, Adalbert (1966). Ville Antiche. Milan: Fratelli Fabbri.
- Dobrée, Bonamy (1927). Introduction to The Complete Works of Sir John Vanbrugh, vol. 1. Bloomsbury: The Nonesuch Press.
- Downes, Kerry (1987). Sir John Vanbrugh:A Biography. London: Sidgwick and Jackson.
- Green, David (1982). Blenheim Palace. Oxford: Alden Press.
- Halliday, E. E. (1967). Cultural History of England. London: Thames and Hudson.
- Harlin, Robert (1969). Historic Houses. London: Condé Nast.
- Hume, Robert D. (1976). The Development of English Drama in the Late Seventeenth Century. Oxford: Clarendon Press.
- Hunt, Leigh (ed.) (1840). The Dramatic Works of Wycherley, Congreve, Vanbrugh and Farquhar.
- Milhous, Judith (1979). Thomas Betterton and the Management of Lincoln's Inn Fields 1695—1708. Carbondale, Illinois: Southern Illinois University Press.
- McCormick, Frank (1991). Sir John Vanbrugh: The Playwright as Architect. University Park, Pennsylvania: Pennsylvania State University Press.
- Vanbrugh, John (1927). The Complete Works, vols 1–5 (ed. Bonamy Dobée and Geoffrey Webb). Bloomsbury: The Nonesuch Press.
- Watkin, David (1979). English Architecture. London: Thames and Hudson.
- Whistler, Laurence (1938). Sir John Vanbrugh, Architect & Dramatist, 1664–1726. London.

### En español
- Hidalgo, Pilar; Historia crítica del teatro inglés, Editorial Marfil, Madrid, 1988, ISBN 84-268-0525-6
- Pevsner, Nikolaus; Breve historia de la arquitectura europea, Alianza Editorial, Madrid, 1994, ISBN 84-206-7126-6.